# Катастрофа Ли-2 в деревне Заозерье
Катастрофа Ли-2 в деревне Заозерье — авиационная катастрофа, произошедшая с самолётом Ли-2 26 июня 2004 года в деревне Заозерье Раменского района Московской области.

## Самолёт
Разбившийся самолёт был выпущен в 1952 году. Регистрационный номер — RA-1300K, заводской — 23441605. Эксплуатация самолёта была прекращена в 1972 году. В 1993 году борт был восстановлен. 13 ноября 1992 года восстановленный самолёт совершил первый полёт. На момент катастрофы являлся последним летающим экземпляром Ли-2.

## Катастрофа
В день происшествия экипаж, не выполнив в полном объёме предполётной подготовки, прибыв на самолёт, начал готовиться к взлёту для перелёта по маршруту Мячково — Калуга (экипаж и пассажиры намеревались участвовать в торжественном закрытии чемпионата России по парашютному спорту среди юниоров на а/д Калуга).
В процессе выполнения предшествующих катастрофе полётов, взлёт и посадка производились экипажем согласно РЛЭ с питанием двигателей из левого переднего бака, в котором находился авиационный бензин Б-91/115. В трёх других баках находился автомобильный бензин марки Аи-95.
В нарушение РЛЭ, перед взлётом экипаж поставил 4-ходовой кран на подачу топлива в двигатель из левого переднего бака, в котором его оставалось (по произведённым расчётам) менее рекомендованного РЛЭ Ли-2, а галетный переключатель указателя количества топлива в баках оставил на правом переднем баке, что привело к дезинформации экипажа о достаточности топлива в левом переднем баке.
Взлёт произведён в 17:25 с ВПП 06 в простых метеоусловиях. Вскоре после взлёта самолёт перешёл в снижение с увеличивающимся креном. Левый крен стал почти вертикальным, когда самолёт ударился крылом об крышу 2-хэтажного коттеджа в СНТ «Солнышко» в деревне Заозерье в 2,5 км от аэродрома Мячково, упал во дворы двух соседних коттеджей и полностью разрушился. КВС и бортмеханик скончались на месте катастрофы, второй пилот и один из пассажиров вскоре скончались в больнице. Второй пассажир (женщина) получила ранения. Среди жертв катастрофы — вице-президент Федерации любителей авиации России Олег Лякишев и начальник управления делами ФСБ Валентин Чуйкин.

## Расследование
Сразу после катастрофы губернатор Московской области Борис Громов распорядился проверить все аэродромы.
Комиссия установила, что в процессе взлёта по причине недостаточного количества топлива в переднем левом баке произошло прекращение его подачи в топливную систему, что привело к останову левого двигателя. Более того, экипаж нарушил предполётную подготовку, а самолёт не имел ни одного капитального ремонта с момента восстановления. Дополнительным фактором катастрофы было нахождение бортмеханика в состоянии алкогольного опьянения.